# Åfarnes
Åfarnes est une localité du comté de Møre og Romsdal, en Norvège.

## Géographie
Administrativement, Åfarnes fait partie de la kommune de Rauma.